# Ганс Єнсен
Йога́ннес Ганс Даніє́ль Є́нсен (нім. Johannes Hans Daniel Jensen; 25 червня 1907, Гамбург — 11 лютого 1973, Гейдельберг) — німецький фізик, лауреат Нобелівської премії з фізики в 1963 р. Половина премії, спільно з Марією Гепперт-Маєр, «за відкриття, що стосуються оболонкової структури ядра». Другу половину премії отримав Юджин Вігнер.

## Біографія
Ганс Данієль був третьою дитиною в сім'ї садівника Карла Фрідріха Єнсена і його дружини Гелени Авґусти Адольфіни Єнсен (до шлюбу Ом). З 1926 р. навчався спочатку в Гамбурзькому університеті, а потім у Фрейбургському університеті. Вивчав фізику, математику, фізичну хімію і філософію. Здобувши ступінь кандидата наук з фізики, залишився в Гамбургу як науковий асистент. У 1936 р. здобув ступінь доктора наук. У 1937 р. стає доцентом і в 1941 р. професором у технічному університеті Ганновер а. У 1949 р. стає професором в Гейдельберзькому університеті, де залишається до пенсії. За цей час він неодноразово викладав в США, у тому числі в Принстонському університеті та Каліфорнійському університеті в Берклі. З 1955 р., спільно з Отто Гакселем, був видавцем журналу Zeitschrift für Physik.
Характеристикою людських якостей Ганса Єнсена може служити такий анекдот: 
 На ранок після отримання Нобелівської премії йому зателефонував прем'єр-міністр країни і запитав, чи немає у нього будь-якого заповітного бажання. Єнсен негайно-ж відповів: «Так, я хотів би, щоб ви дали німецьке громадянство студенту, якого вигнали з Іраку і позбавили громадянства». Студент дістав німецьке громадянство. (нім. [Архівовано 26 червня 2019 у Wayback Machine.]).

## Досягнення
Перші праці Єнсена, серед іншого дві його дисертаційні роботи, були присвячені уточненню статистичної моделі атомної оболонки Томаса-Фермі. У кінці 1930 р. він починає цікавитися атомним ядром. Вже в 1939 р., ґрунтуючись на емпіричному аналізі властивостей ядер, їх енергій зв'язку та поширеності в природі, він виказує ідею про оболонкову структуру ядра, однак в тільки в загальному. Ця ідея вважалася дуже хисткою, тому що, з одного боку, крапельна модель ядра Нільса Бора від 1936 р. дуже добре описувала ядерні реакції, а з другого боку, таке поняття, як орбіти, в ядрі не мало сенсу. Подальший розвиток цієї моделі затримався через міжнародну ізоляцію Німеччини під час Другої світової війни. Тільки в кінці 40-х років XX-го століття Єнсен зміг знову зайнятися даною темою. У 1948 р., застосувавши модель сильної спін-орбітальної взаємодії, він зміг пояснити існування магічних чисел, що позначали особливо стабільні ядра. Одночасно з ним такого ж успіху досягла в США Марія Гепперт-Маєр. В результаті після інтенсивного обміну ідеями між Єнсеном та Гепперт-Маєр з'явилося майже повне розуміння властивостей легких ядер. У 1955 р. вони спільно випустили книгу Elementary Theory of Nuclear Shell Structure, в якій дали детальний опис структури атомних ядер.
За ці досягнення Гансу Єнсену і Марії Гепперт-Маєр присудили половину Нобелівської премії з фізики за 1963 р. (Другу половину — Юджинові Вігнеру.)

## Нагороди
- Професор Гамбурзького університету, 1947
- Нобелівська премія з фізики, 1963
- Почесний громадянин Форту Лауердаля, 1969
- член Гайдельберзької академії наук.